# ポルトガルプロサッカーリーグ
リーガ・ポルトゲーザ・デ・フトゥボウ・プロフィシオナウ（ポルトガルプロサッカーリーグ、ポルトガル語: Liga Portuguesa de Futebol Profissional、英語: Portuguese Professional Football League、略称：LPFP）は、ポルトガルにおけるプロサッカークラブの大会を管理する統治機関である。

## 概要
1978年にリーガ・ポルトゲーザ・ドス・クルブス・デ・フトゥボウ・プロフィシオナウ（Liga Portuguesa dos Clubes de Futebol Profissional）として設立され、ポルトガルサッカー連盟の権限の下、自治組織として活動している。1991年にリーガ・ポルトゲーザ・デ・フトゥボウ・プロフィシオナウ（Liga Portuguesa de Futebol Professional）に改名し、2020年に名称を現在のものに変更した。
LPFPは1部の「リーガ・ポルトガル」（プリメイラ・リーガ）および2部リーグの「リーガ・ポルトガル2」（セグンダ・リーガ）と、これらのプロリーグに出場するクラブ（リザーブチームやBチームを除く）に限定したノックアウト方式のリーグカップ戦である「タッサ・ダ・リーガ」の運営を担当している。2015年7月28日以降、LPFP会長は元ポルトガル国際審判員のペドロ・プロエンサが務める。

## 歴代会長
1. João Aranha (1978-1980)
2. Lito Gomes de Almeida (1980-1989)
3. ヴァレンティン・ロウレイロ (1989-1994)
4. マヌエル・ダマシオ (暫定) (1994-1995)
5. ピント・ダ・コスタ (1995-1996)
6. ヴァレンティン・ロウレイロ (1996-2006)
7. エルミニオ・ロウレイロ (2006-2010)
8. Fernando Gomes (2010-2011)
9. マリオ・フィゲイレド (2012-2015)
10. ルイス・ドゥケ (2014-2015)
11. ペドロ・プロエンサ (2015-)